# The Fickle Blacksmith
The Fickle Blacksmith è un cortometraggio muto del 1918 prodotto dalla Nestor Film Company. Il nome del regista non viene riportato nei credit del film.

## Produzione
Il film fu prodotto dalla Nestor Film Company.

## Distribuzione
Distribuito dall'Universal Film Manufacturing Company, il film - un cortometraggio di una bobina - uscì nelle sale cinematografiche USA il 25 novembre 1918.